# 張間陽子のハリコレ!
『張間陽子のハリコレ!』（はりまようこのハリコレ）は、2016年4月2日から青森放送（RABラジオ）で毎週土曜の18:30 - 19:00 （日本標準時）に放送されている音楽バラエティ番組である。

## 概要
張間陽子が最新のおしゃれな話題とアンダーグラウンドな音楽をコレクションしていく番組。

## パーソナリティ
- 張間陽子

## ディレクター
- 福岡夏希（ラジオ製作部ディレクター、番組ネーム：アラレさん）

## コーナー
ハマリヨウコが行く!
敏腕ラジオレポーターの「ハマリヨウコ」（張間陽子）が気になる物や人に突撃リポートし、ハマっていく。
乙女のつぶやき
普段は見せられない女子たちの一面を、ショートストーリー形式の会話で紹介する。